# Benedikta Hintersberger
Benedikta Hintersberger OP (* 1941) ist eine deutsche römisch-katholische Theologin, Dominikanerin und ehemalige Schulleiterin. Sie ist die ältere Schwester des CSU-Politikers Johannes Hintersberger.

## Leben
Nach einem Studium der Katholischen Theologie war Benedikta Hintersberger als Assistentin am Lehrstuhl für Moraltheologie der katholisch-theologischen Fakultät der Ludwig-Maximilians-Universität tätig.
Sie promovierte 1977 dort bei Johannes Gründel zur Dr. theol.
Benedikta Hintersberger gehört dem Dominikanerinnenkloster St. Ursula in Augsburg an.
Sie leitete die Mädchenrealschule St. Ursula in Augsburg, von 1995 bis 2005 war sie Geistliche Begleiterin des Katholischen Deutschen Frauenbundes (KDFB) auf Bundesebene.
Sie ist Priorin ihrer Kommunität in Augsburg.

## Werke (Auswahl)

### Publikationen in Buchform
- Benedikta Hintersberger, Unser Kind im Stress. Chancen und Gefahren. Neue Aufgaben für die Erziehung, München, Luzern 1977, ISBN 3-7926-0095-1.
- Benedikta Hintersberger (Autorin), Wolfgang Wickler (Nachwort), Theologische Ethik und Verhaltensforschung. Probleme, Methoden, Ergebnisse, München 1978, zugleich Hochschulschrift: München, Univ., 01 – Fachbereich Kath. Theologie, Diss., 1976/77 unter dem Titel: Anpassung, ein ethologischer Befund und eine sittliche Aufgabe, ISBN 3-466-20181-0.
- Benedikta Hintersberger, Wilhelm Huttler, Glaubenserfahrung in der Familie. Wie vermitteln Eltern den Glauben? München, Luzern 1978, ISBN 3-7926-0114-1.
- Benedikta Hintersberger, Mit Jugendlichen meditieren. Methoden, Einstiege, Texte, München 1981, 5. Aufl., München 1991, 6. Aufl. München 1993, 7. Aufl., München 1995,  ISBN 3-7698-0428-7.
- Benedikta Hintersberger (Hrsg.), Stefanie Spendel (Hrsg.), Stark bin ich und voller Leben.  Frauen der Bibel kommen ins Wort München 1997. ISBN 3-7698-1023-6.
- Benedikta Hintersberger (Hrsg.), Stefanie Spendel (Hrsg.), Reiss mich in deine Zukunft. Mit Frauen der Bibel beten, München 1998, ISBN 3-7698-1120-8.
- Hans-Günter Gruber (Hrsg.), Benedikta Hintersberger (Hrsg.), Das Wagnis der Freiheit. Theologische Ethik im interdisziplinären Gespräch. Johannes Gründel zum 70. Geburtstag, Würzburg 1999, ISBN 3-429-02116-2
- Benedikta Hintersberger (Hrsg.),  Stefanie Aurelia Spendel (Hrsg.), Gott im Sinn. Mit großen Frauen auf dem Weg des Glaubens, München 1999, ISBN 3-7698-1178-X.
- Benedikta Hintersberger, Theodor Hausmann, Mit Jugendlichen meditieren. Übungen und Anleitungen für Schule und Jugendarbeit, Vollst. überarb. Ausg., München 2005, ISBN 3-7698-1470-3.
- Benedikta Hintersberger, Aurelia Spendel, Denn du berührst mich, Gott. Frauen beten, Ostfildern 2005, ISBN 3-7966-1195-8.
- Benedikta Hintersberger (Hrsg.), Aurelia Spendel (Hrsg.), Singen, schweigen, tanzen. Frauen feiern Feste, wie sie fallen, Ostfildern 2005, ISBN 3-7966-1236-9.
- Benedikta Hintersberger (Hrsg.), Du bist der Atem meines Lebens. Das Frauengebetbuch, Ostfildern, Düsseldorf 2006, ISBN 978-3-7966-1284-8, ISBN 978-3-87309-242-6, ISBN 3-7966-1284-9, ISBN 3-87309-242-5.
- Benedikta Hintersberger (Hrsg.), Du bist der Atem meines Lebens. Das Frauengebetbuch,  Ostfildern, Düsseldorf 2010, ISBN 978-3-7966-1486-6.

### Interview
- Ida Lamp, Ich möchte keine 'Übergangsfrau' sein. Interview mit Sr. Benedikta Hintersberger OP, in: Glauben leben, 1996, Seite 14.

| Personendaten    | Personendaten                                                         |
| ---------------- | --------------------------------------------------------------------- |
| NAME             | Hintersberger, Benedikta                                              |
| KURZBESCHREIBUNG | deutsche römisch-katholische Moraltheologin, Pädagogin und Ordensfrau |
| GEBURTSDATUM     | 1941                                                                  |